# Stephanie Müller (Künstlerin)
Stephanie Müller  (* 20. Oktober 1979 in Rosenheim) ist eine Performancekünstlerin, Musikerin und Modeschöpferin der DIY-Szene. Ihre Arbeiten in bildender Kunst, Performance, Musik beschäftigen sich häufig mit Themen aktueller sozialwissenschaftlicher Diskussion. Unter dem Pseudonym ragtreasure entstanden zahlreiche Modeschauen, Kurzfilme und Musikalben.

## Leben und Werk
Nach einem Studium der Kommunikationswissenschaft, Soziologie und Psychologie an der LMU München folgte ein Aufbaustudium an der Akademie der Bildenden Künste in München.
Ihre Arbeit folgt den DIY-Bewegungen der 70er Jahre, in denen das Upcycling als Ausdrucksform in Kunst und besonders Modeschöpfung Einzug hielt. Der Künstlername ragtreasure (dt. „Schätze aus Fetzen“) bezieht sich auf die Arbeit aus textilen Resten neue Kleidung herzustellen. Ein weiteres Pseudonym der Künstlerin ist Mediendienst Leistungshölle. Kunstprojekte unter diesem Namen entstanden häufig in Zusammenarbeit mit ihrem künstlerischen Partner Klaus Erika Dietl.
Mit der Singer-Songwriterin Laura Melis Theis arbeitet Stephanie Müller seit 2006 zusammen. Gemeinsam haben die beiden das Musik- und Performanceprojekt „beißpony“ (ChicksOnSpeed Records) gegründet mit dem beide regelmäßig national und international auftreten. Stephanie Müller spielt dabei konventionelle Schlagzeuginstrumente aber auch präparierte Nähmaschinen und baut Klangobjekte, die live zum Einsatz kommen. Daneben produzierte sie Hörspielmusik für den Bayerischen Rundfunk, für Elfriede Jelineks Stück Licht im Kasten und Schorsch Kameruns Radio-Theater M – eine Stadt sucht einen Mörder (BR in Kooperation mit dem Residenztheater München).
Mit ihren Mixed Media-Projekten war Stephanie Müller im Zuge von Stipendien (Goethe-Institut, British Arts Council etc.) unter anderem in Belgien, Indonesien, Japan, der Türkei und den USA auf Tour.
Stephanie Müller lebt und arbeitet in München.

## Preise, Auszeichnungen und Förderungen
- Stipendiatin des Innovationsfonds Kunst – Förderprogramm für Kunst und Kultur im ländlichen Raum mit Unterstützung des Ministeriums für Wissenschaft, Forschung und Kunst Baden-Württemberg – Horb am Neckar,  2019/20
- LAFT Förderung – Landesverband Freie Tanz- und Theaterschaffende Baden-Württemberg e.V. – 2018
- Atelierförderung – Antonie-Leins-Künstlerhaus, Horb am Neckar, Germany – seit April 2017
- Förderpreis Musik – Kulturreferat München – Juli 2015
- Wasserburger Kunstverein – August 2013
- Stipendium der Initiative Musik der Bundesregierung
- Erster Preis – Preis für angewandte Kunst des Bezirks Oberbayern – 2010
- Zweiter Preis – Preisvergabe im Rahmen der Ausstellung  Vernetzung – Haus der Kunst – April 2009
- International Baltic Fashion Award – Berlin und Heringsdorf – Oktober 2005

## Ausstellungen und Auftritte (Auswahl)
- Beihilfe zum Bankrott – Welche Chancen bringt das Ephemere für den bildnerischen Prozess mit? – Haus der Kunst – München 2019[5]
- EXIST // Die ganze Stadt – eine Baustelle – Galerie der Künstler – München 2019[6]
- sewicide – Klangkunstperformance – Internationales Frauen*Theater Festival – Frankfurt 2019[7]
- „Das Unarchivierbare archivieren“ – documenta Halle – Kassel 2018
- SXSW Festival – Austin 2016
- Aussage gegen Aussage – Ganserhaus – Wasserburg 2013
- Textiles Unbehagen – Die Färberei – München 2011[8]

## Musik
Unter dem Bandnamen beißpony sind bislang zwei Alben und mehrere Einzeltracks veröffentlicht worden.
Das erste Album Brush Your Teeth wurde 2013 beim Label Chicks On Speed Records herausgegeben. Das zweite Album Beasts and Loners folgte 2017.
Als Einzeltracks bei Bandcamp sind veröffentlicht:
- A Duet of Amplified Sewing Machines
- OK Decay
- Sewicide
- Alligator Gozaimasu

## Filme
Unter dem Titel Das letzte Loch ist der Mund veröffentlichte Stephanie Müller gemeinsam mit Klaus Erika Dietl ihren ersten Langfilm. Die No-Budget-Produktion wurde über Crowd-Funding finanziert und hatte am 25. Juli 2017 Premiere in München.

## Weitere Veröffentlichungen
- Öffnen des Textkörpers / im Film – veröffentlicht in „Sexuelle Differenz und Psychoanalyse. Texte zur Sozialforschung“ herausgegeben von Oliver Decker et al. (Pabst Science Publishers, Lengerich, 2015)
- Projektbüro für nutzlose Straßenschilder – veröffentlicht in „Stadt(t)räume – Ästhetisches Lernen im öffentlichen Raum“ herausgegeben von Meike Schuster (kopaed, München, 2013)
- Exklusiv! Mode und Handarbeit zwischen Austausch und Ausgrenzung – veröffentlicht in „Banale Kämpfe? Perspektiven auf Populärkultur und Geschlecht“ herausgegeben von Prof. Dr. Paul-Irene Villa (Springer VS, Heidelberg, 2012)